# 20341 Alanstack
A 20341 Alanstack (ideiglenes jelöléssel 1998 HX91) a Naprendszer kisbolygóövében található aszteroida. A LINEAR projekt keretében fedezték fel 1998. április 21-én.